# Pantalica nekropolisza
Pantalica nekropolisza Olaszországban, Délkelet-Szicíliában, Siracusától 30 km-rel nyugatra található. Az Anapo folyó völgyében közel 5000, többségében megközelíthetetlen sziklafalba vágott sírkamra található. A terület az i. e. 13.–i. e. 7. század közötti időszak temetkezési helye volt. Pantalica, Siracusa városával együtt 2005-től az UNESCO Világörökség részét képezi.

## Földrajz
Pantalica mészkősziklákon helyezkedik el, a vidéket az Anapo és a Calcinara folyók alakították ki Ferla és Sortino városai között Délkelet-Szicíliában. Régészeti érdekessége mellett fontos természetvédelmi terület (Riserva Naturale Orientata Pantalica), számos helyi növény- és állatvilággal és természetes barlangokkal (pl. Grotta dei Pipistrelli). Különféle útvonalak segítik a látogatóknak a helyszín megközelítését, beleértve az 1956-ban lebontott, fel nem használt vasúti pályát is az Anapo-völgy alján.

## Története

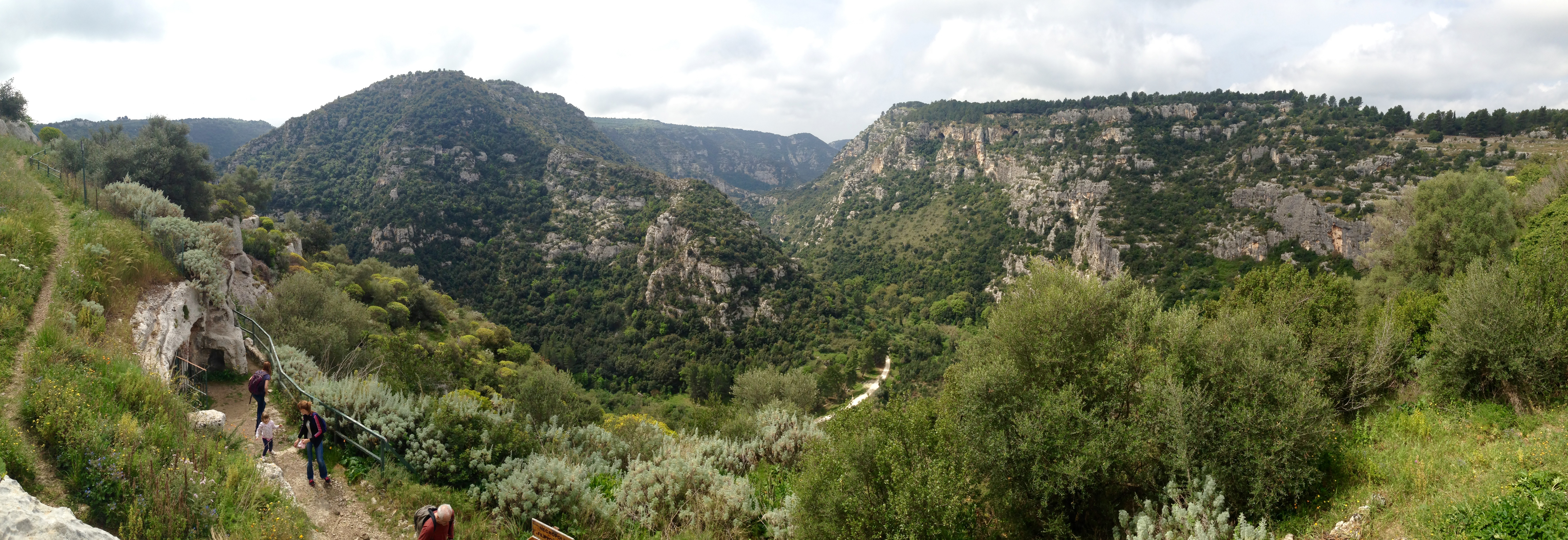
Pantalica látképe

Pantalica mintegy 600 évig virágzott, körülbelül i. e. 1250-től i. e. 650-ig. A hely jelenlegi neve valószínűleg a korai középkorból vagy arab időszakból származik. Régi neve bizonytalan, de néhány régész hozzátartozik a Hyblahoz, Hyblon nevű sziel király neve utáni elnevezésnek gondolja, akit Thuküdidész említ a korai görög kolónia Megara Hyblaea alapításakor i. e 728-ban. A görög gyarmatosítás előtt több évszázaddal a Pantalica Szicília keleti részének főbb helyszíne volt, amely a környező területet is uralta. I. e. 650 körül azonban úgy tűnik, hogy Siracusa terjeszkedésének áldozatává vált. A klasszikus ókorban azonban még mindig használatban volt, mivel a IV.-III. század (hellenisztikus időszak), valamint a késő antik vagy bizánci időszakok alattról is maradt fenn bizonyított lelet. A 12. század után azonban valószínűleg nagyrészt elhagyatottá vált.
A napjainkban látható maradványok főként a mészkő sziklájába vágott őskori temetkezési kamarákból állnak, amelyek néha egy tornáccal vagy rövid bejárati folyosóval vannak ellátva a temetkezési kamra előtt, eredetileg kövekkel vagy táblával lezárva. Vannak még nagyobb házak is, amelyek bizonytalan dátummal rendelkeznek, gyakran bizánciként, de esetleg korábbi eredetűek. Az úgynevezett anaktoron, vagy a fejedelmi palota, amely a domb tetején helyezkedik el, szintén ellentmondásos. Egyes régészek úgy vélik, hogy eredetileg egy késő bronzkori épület volt, amelyet a görög (mükénéi) bronzkori palotai épületek inspiráltak. A mészkőbe vágott nagy árok maradványai jól láthatóak Filiportól, a Ferlához legközelebb eső kúria nyugati oldalán. Ez valószínűleg az i. e. IV. századra nyúlik vissza, és védelmi célt szolgált. Három kicsi középkori kőzetbe vágott kápolna is ismert, mint a Grotta del Crocifisso (az északi temető közelében), és a San Nicolicchio Grotta (a déli oldalon), valamint a San Micidario Grotta (Filiporto). A freskók halvány nyomai kis szerzetesközösségek itteni jelenlétét tanúsítják.
A helyszínen főként 1895 és 1910 között Paolo Orsi olasz régész végzett ásatásokat, bár a sírok nagy részét már régen kifosztották. Az Orsi által felfedezett leletek a Szirakúzai Régészeti Múzeumban kerültek bemutatásra.

## Galéria

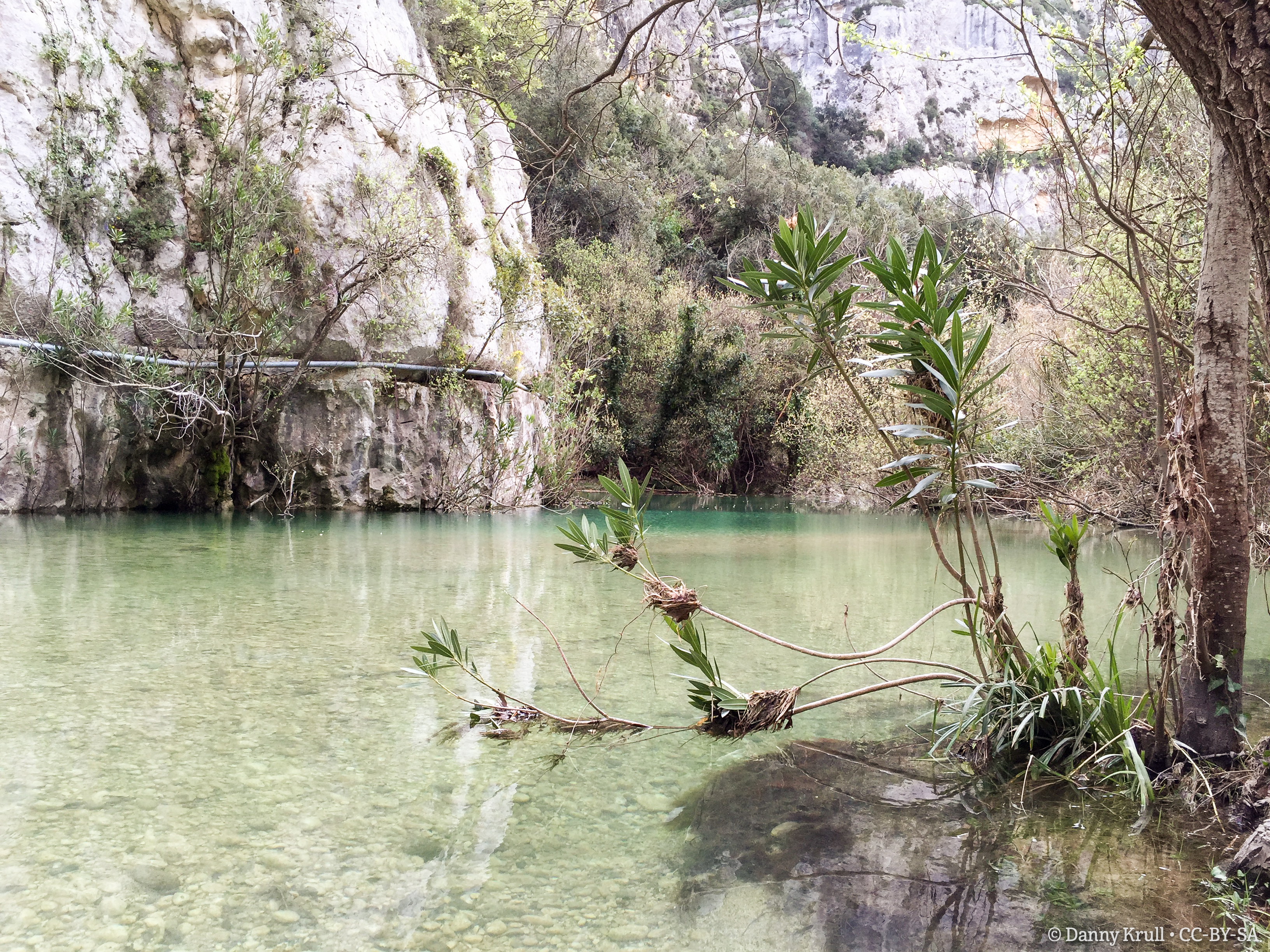
Az Anapo folyó völgye
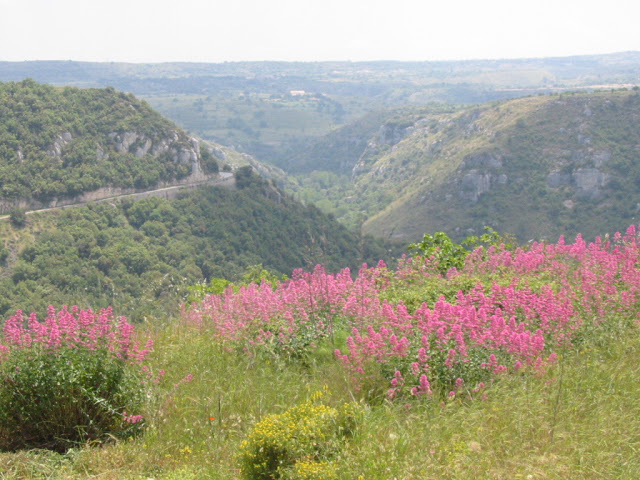
Az Anapo völgye
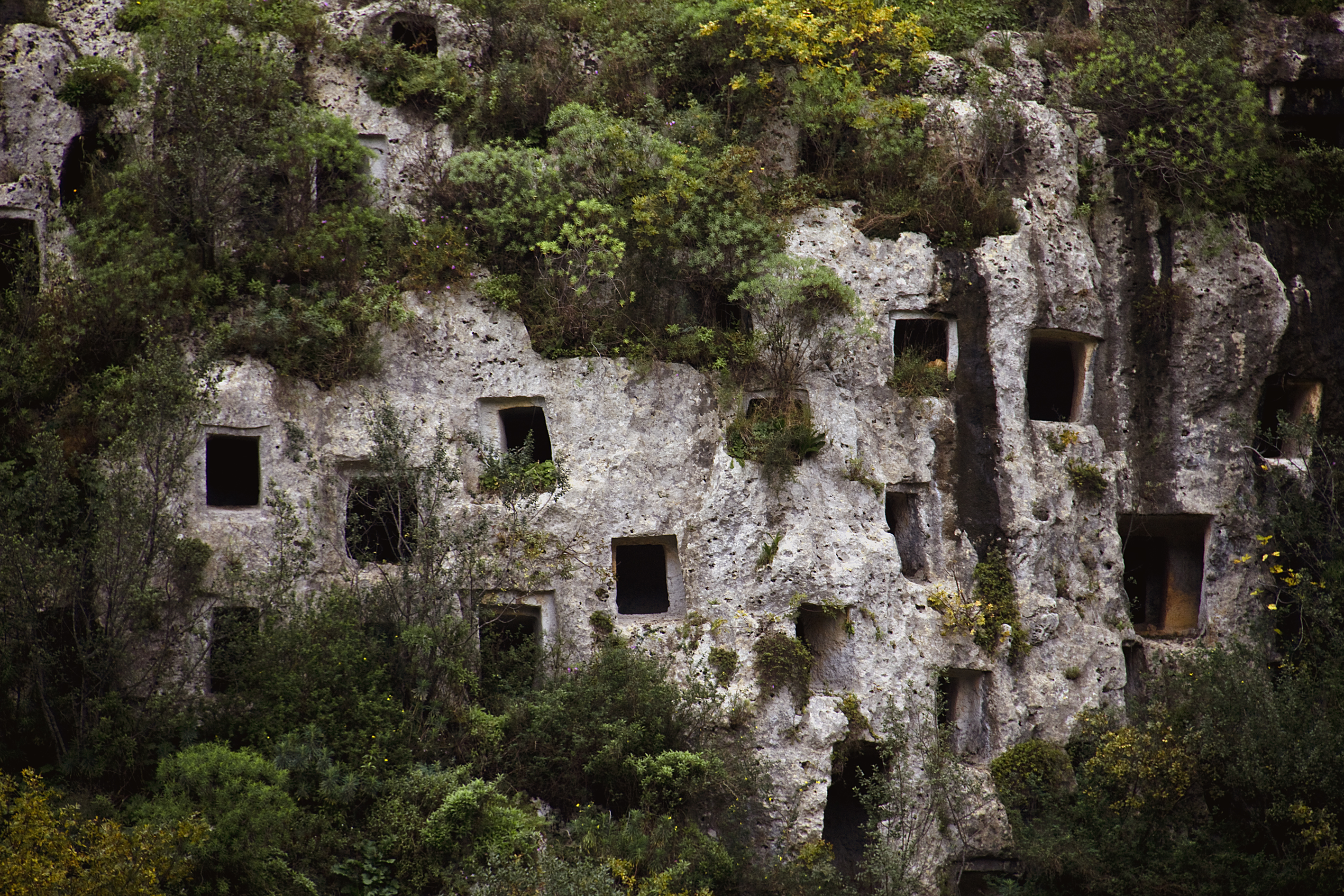
temetkezési kamrák
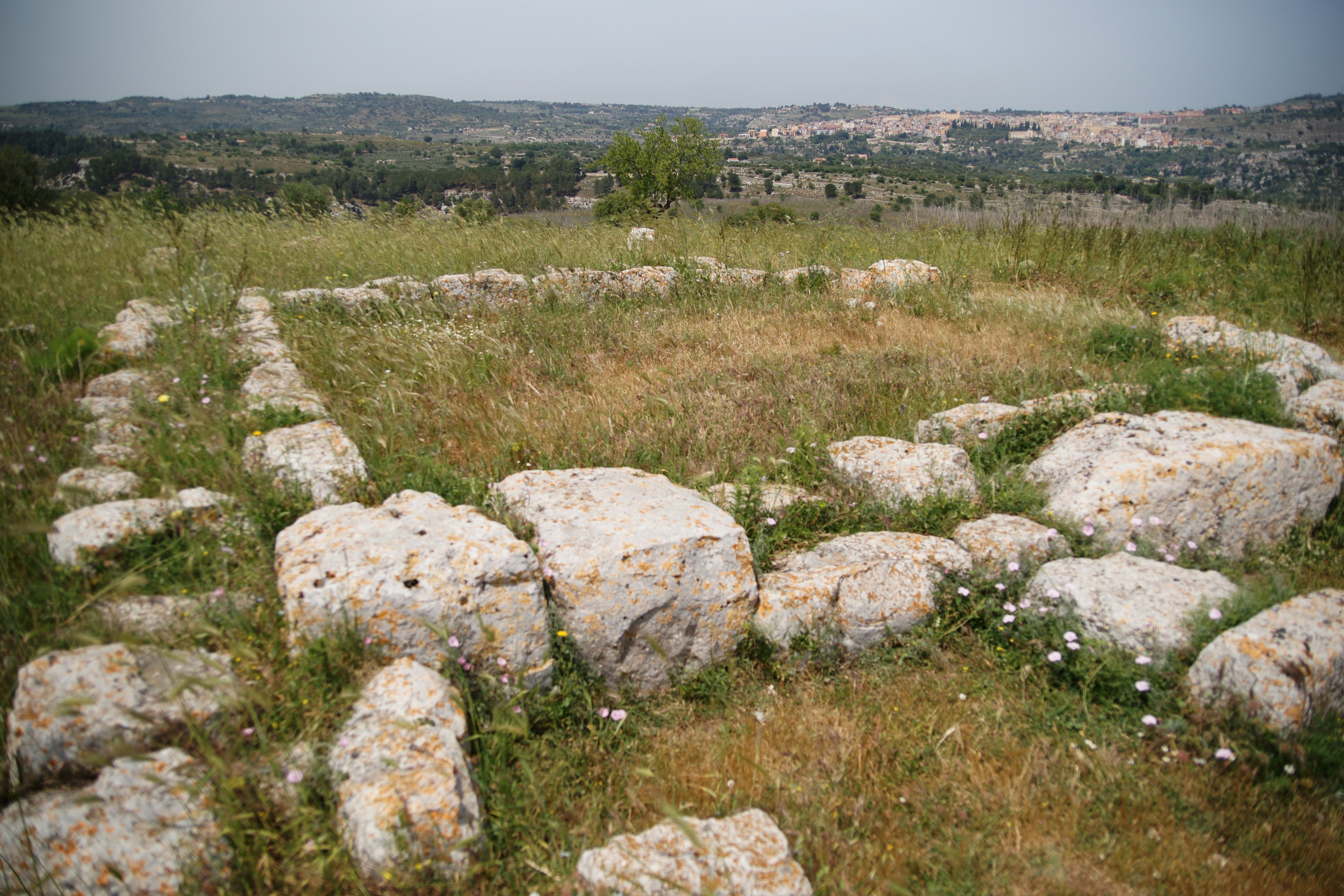
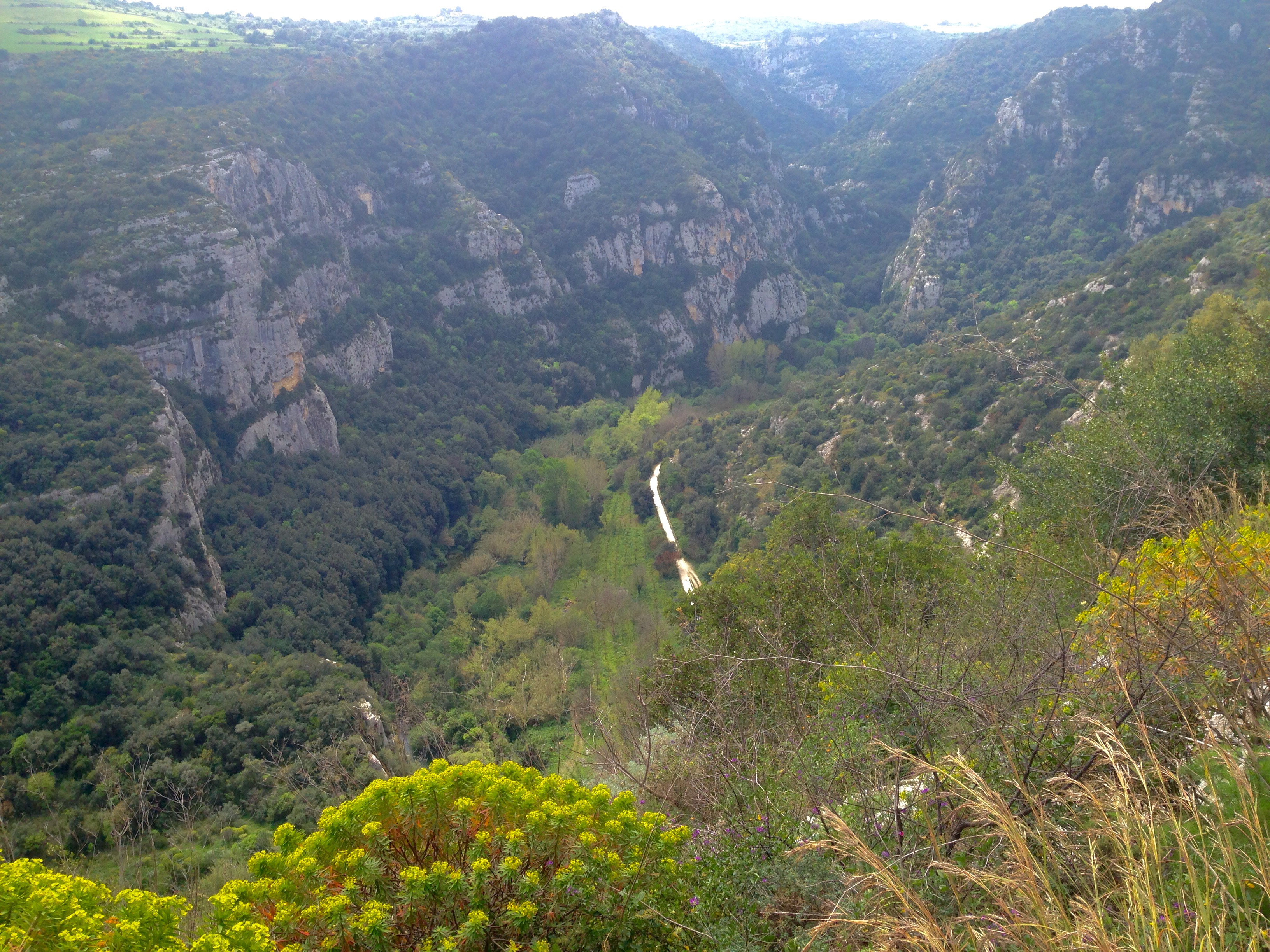
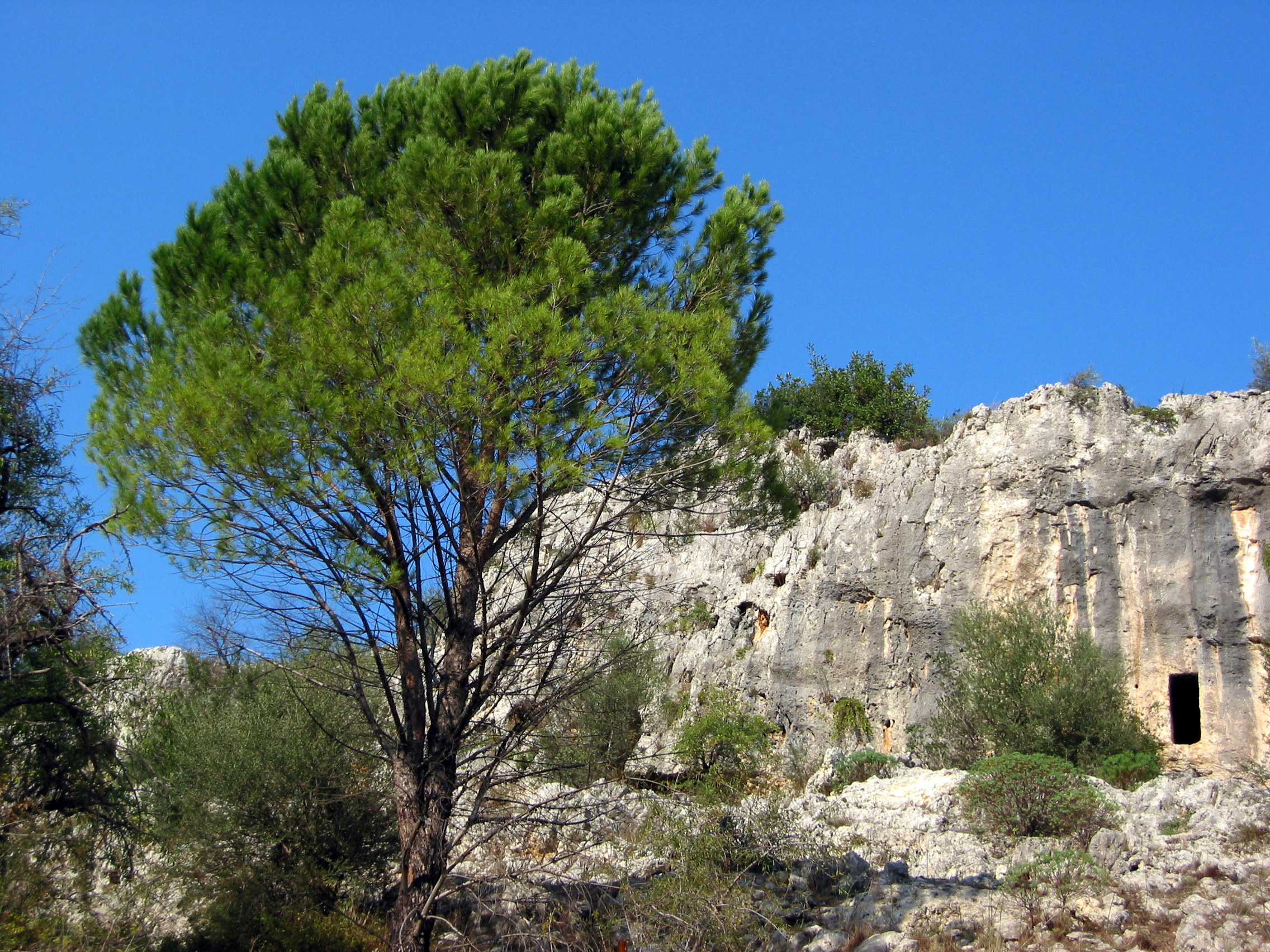
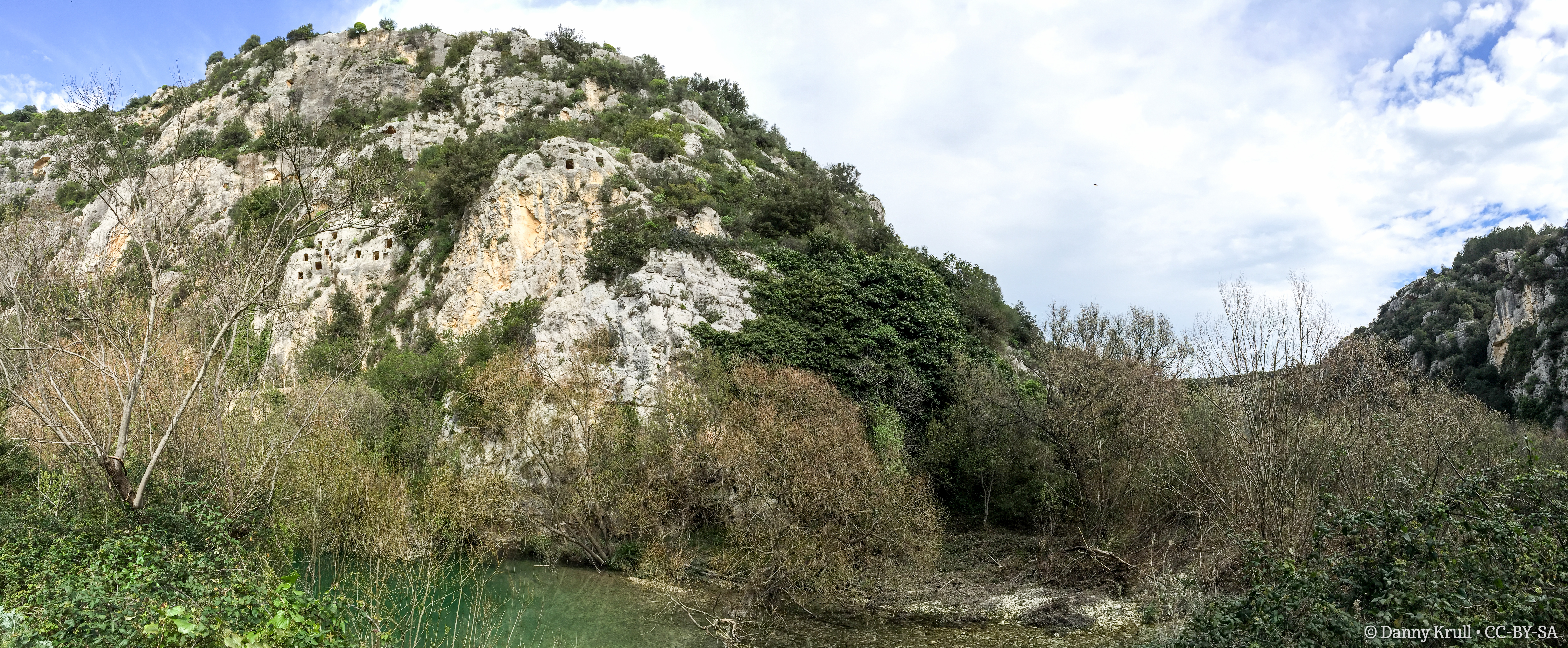
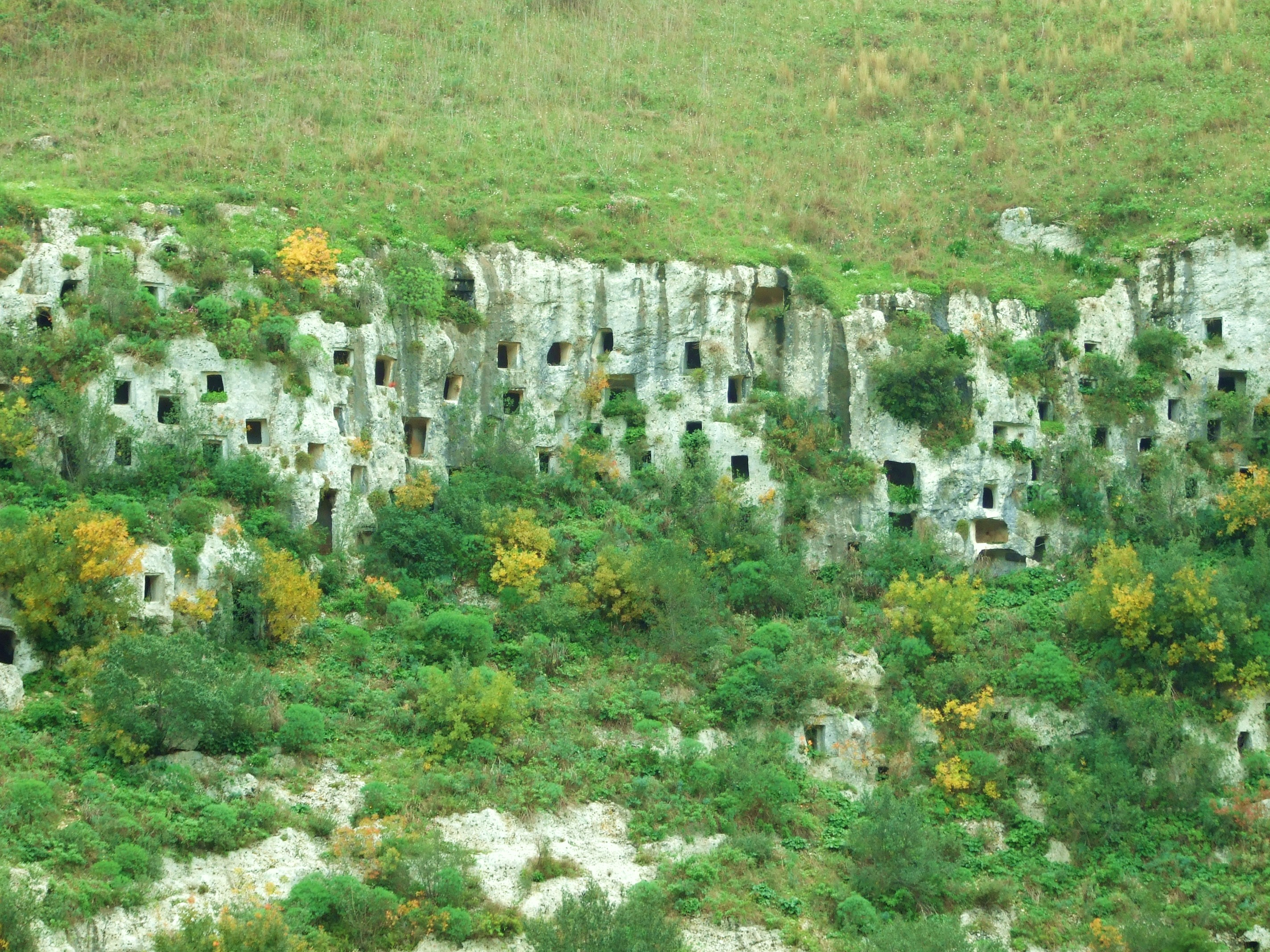
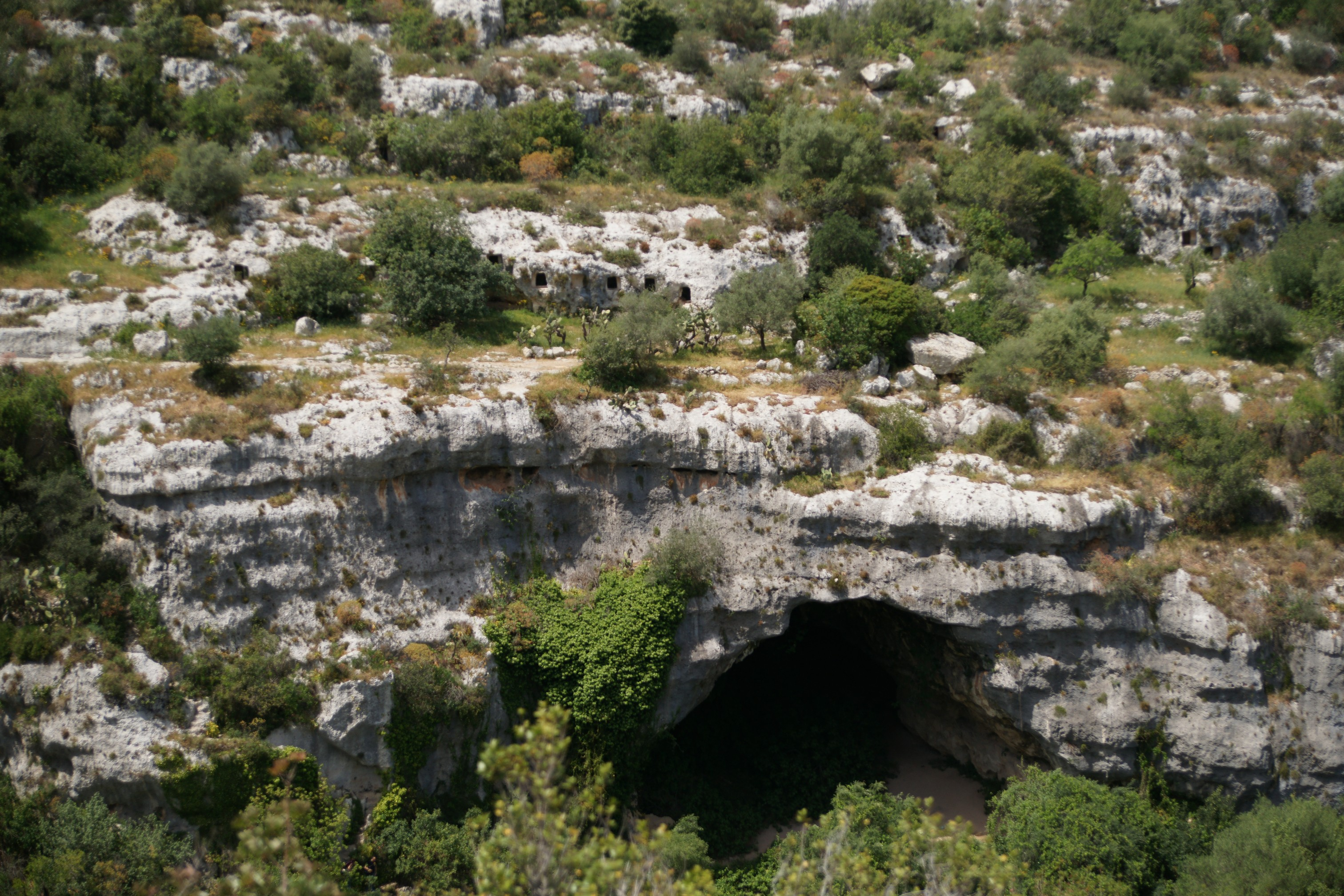
Pantalica, grotta-pipistrelli
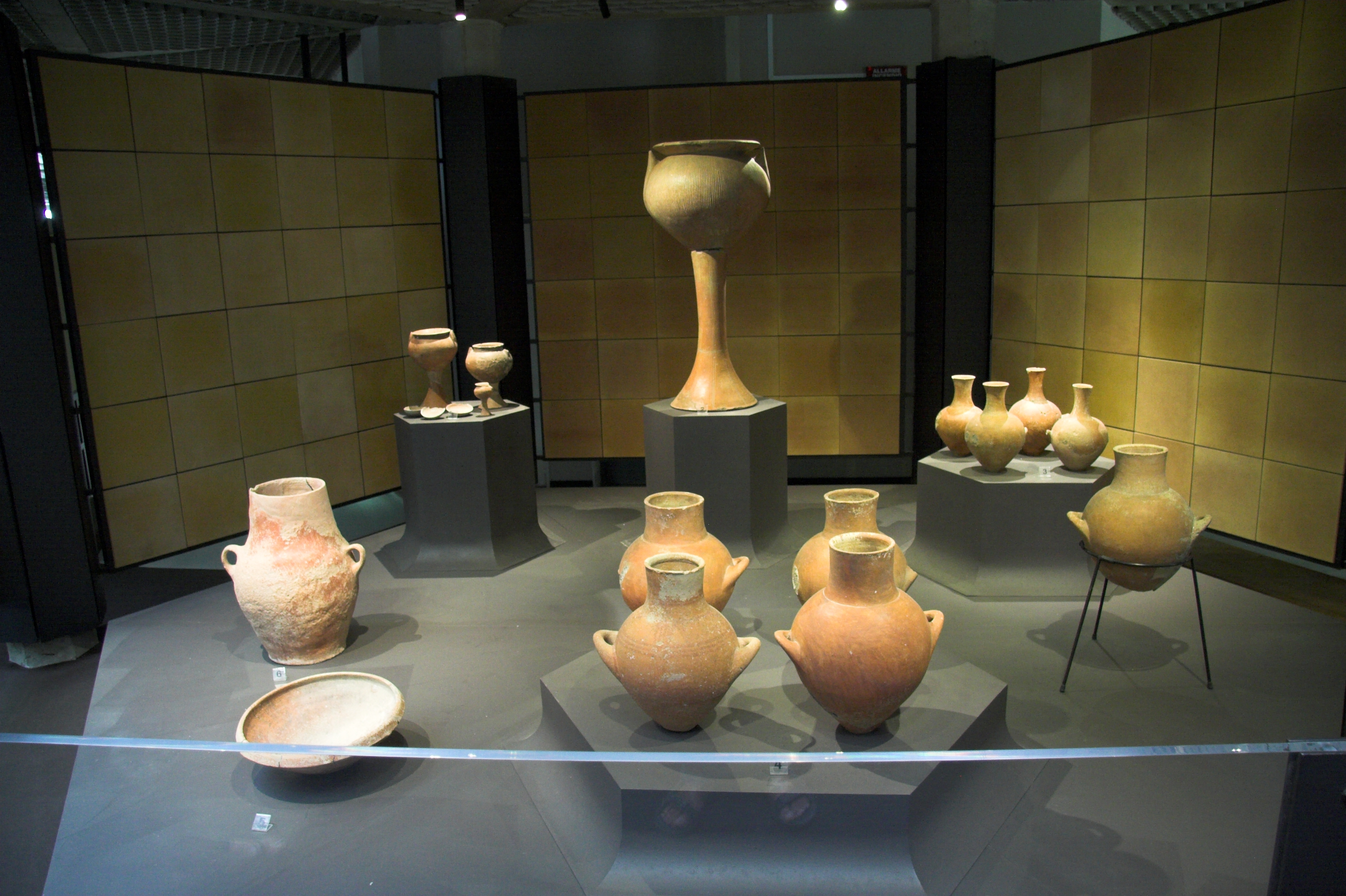
Pantalicai régészeti leletek a szirakúzai múzeumból
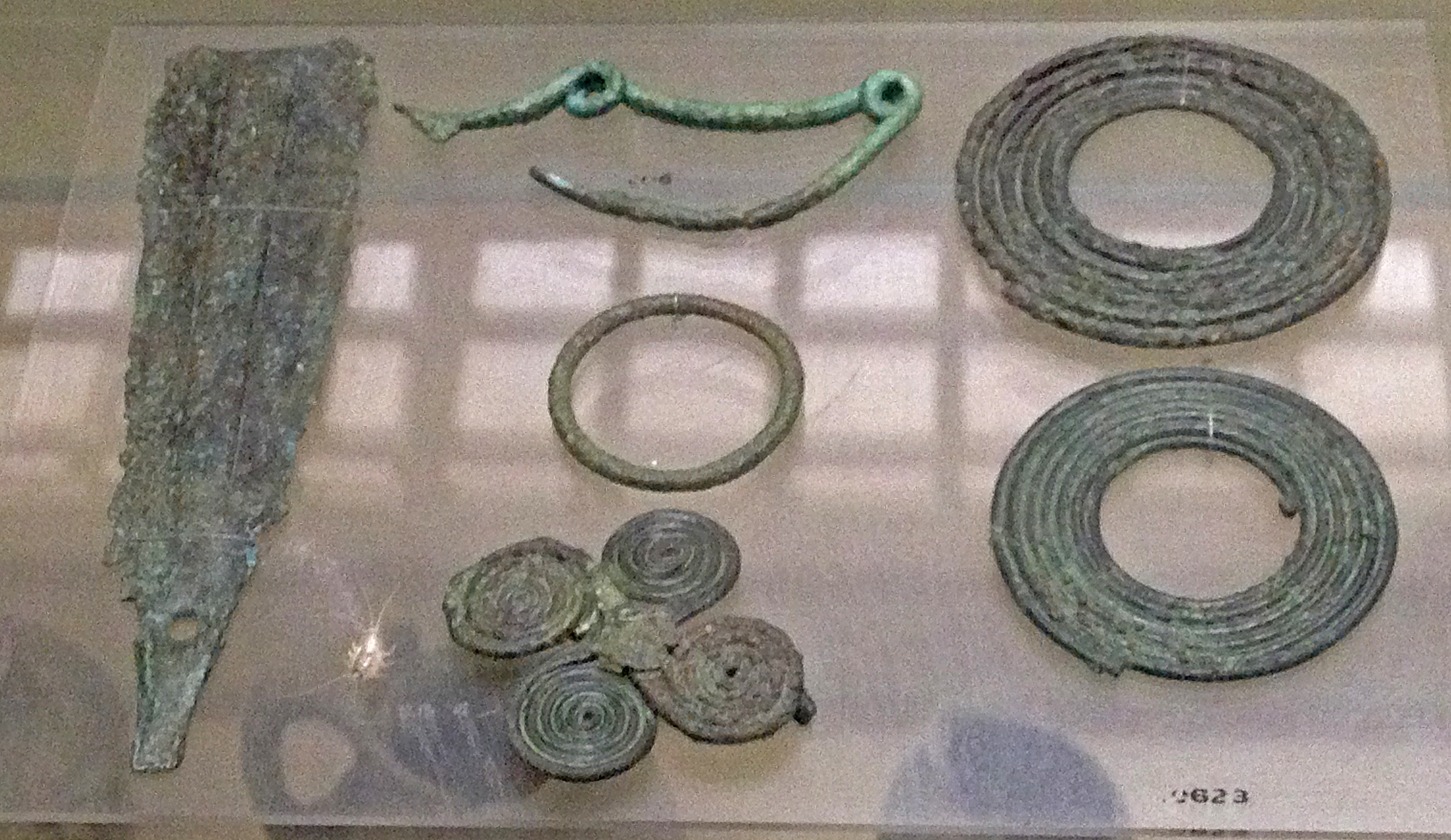
Pantalicai régészeti leletek
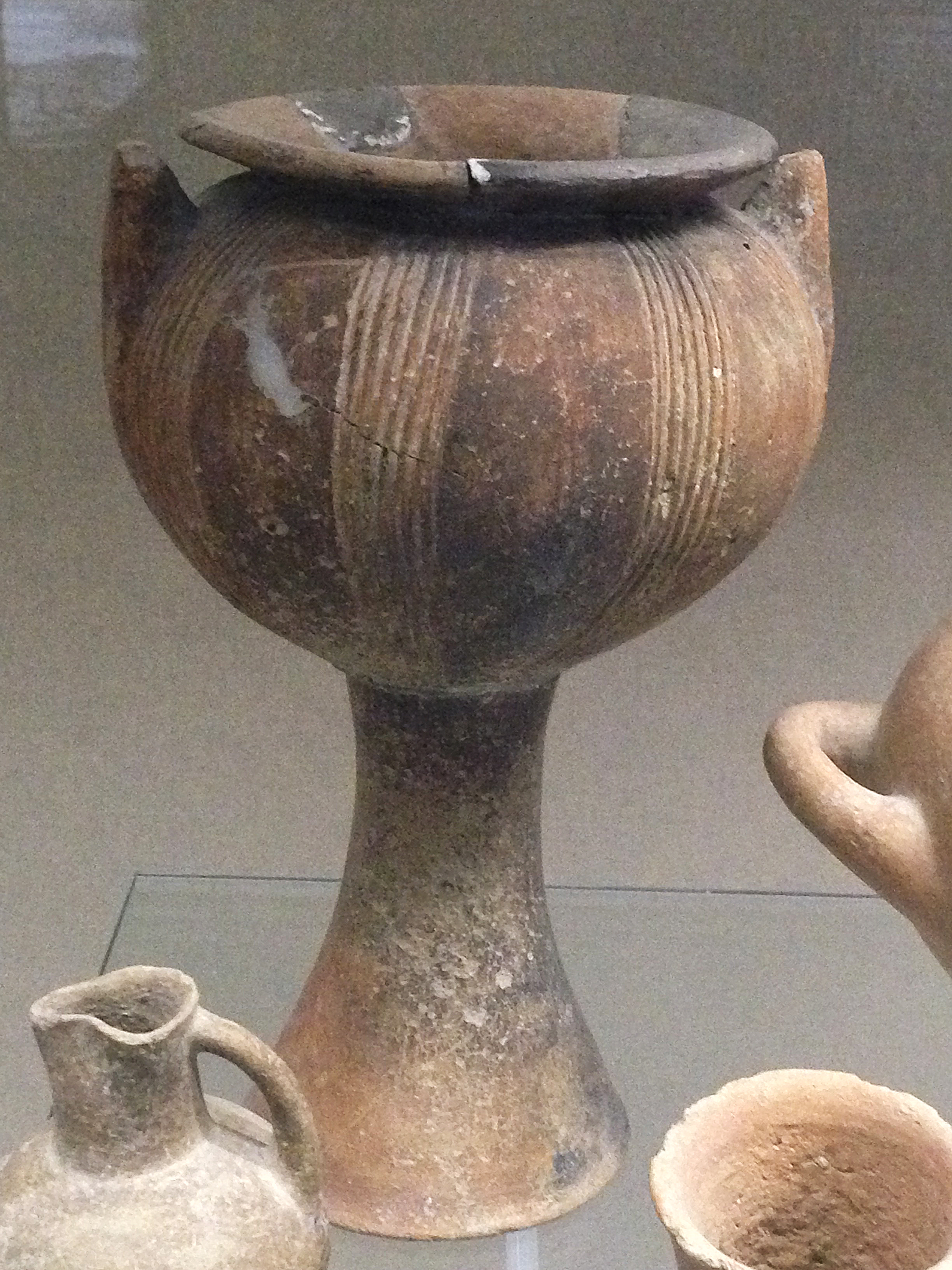
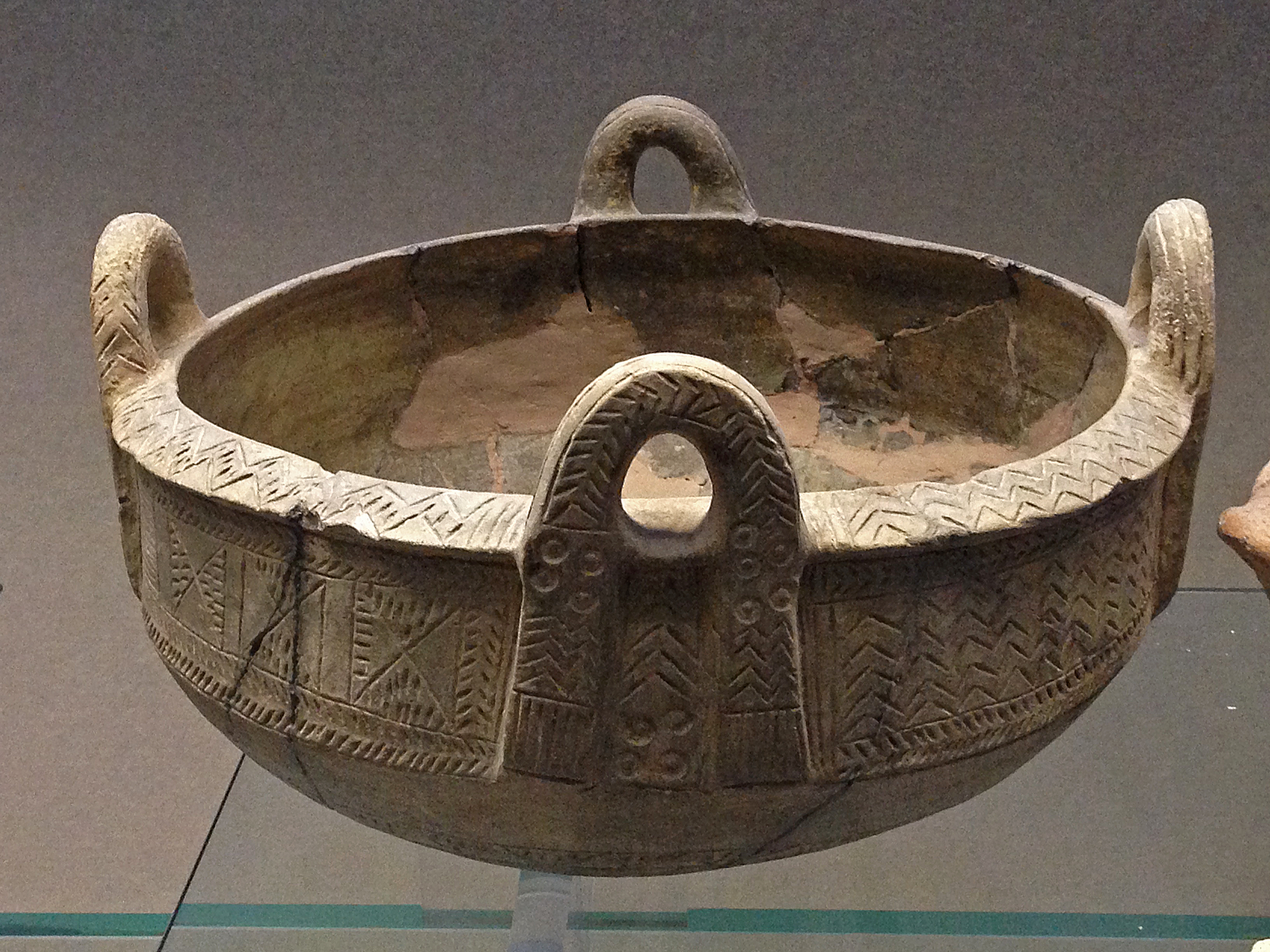
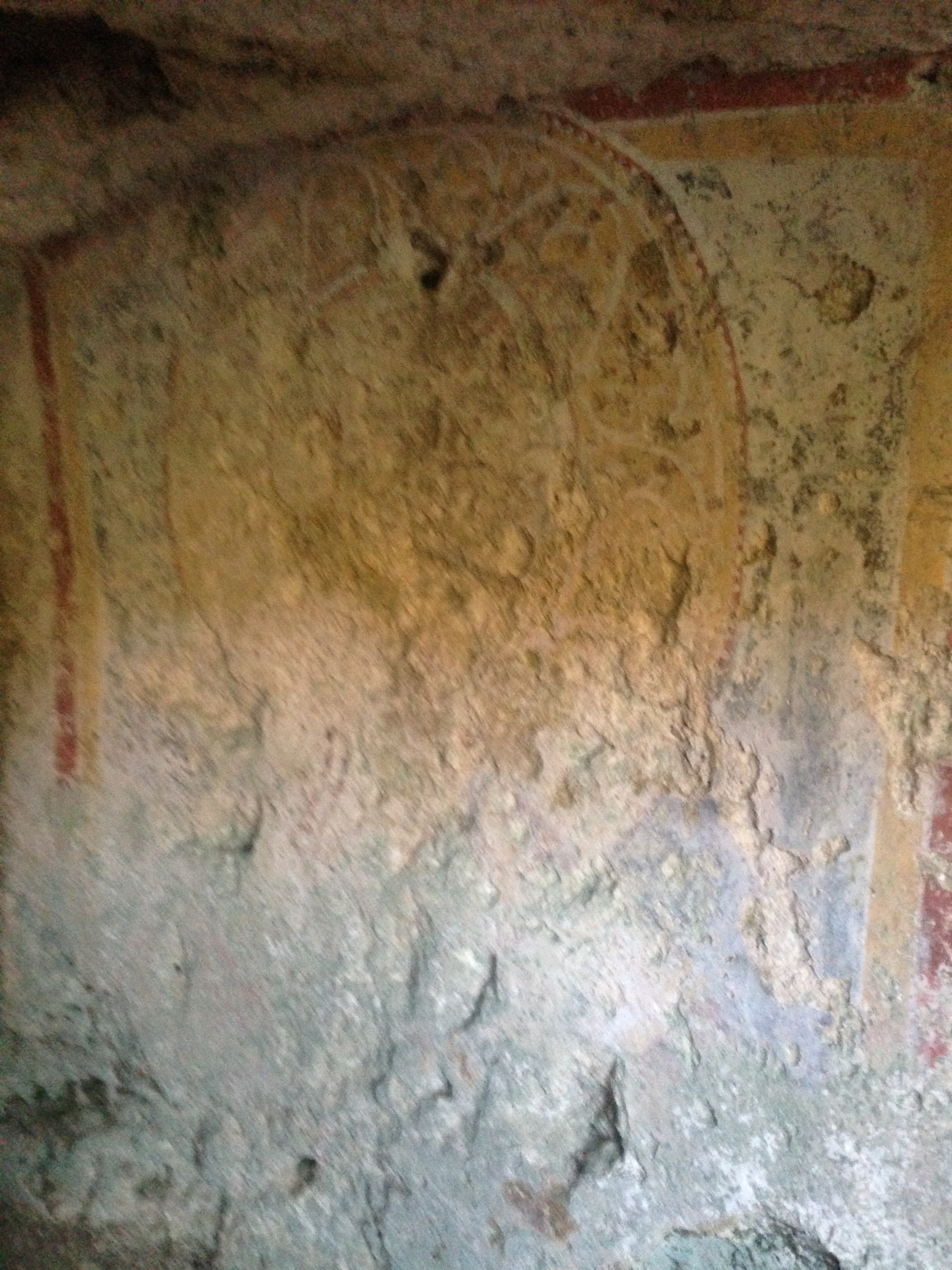
Freskók nyomai
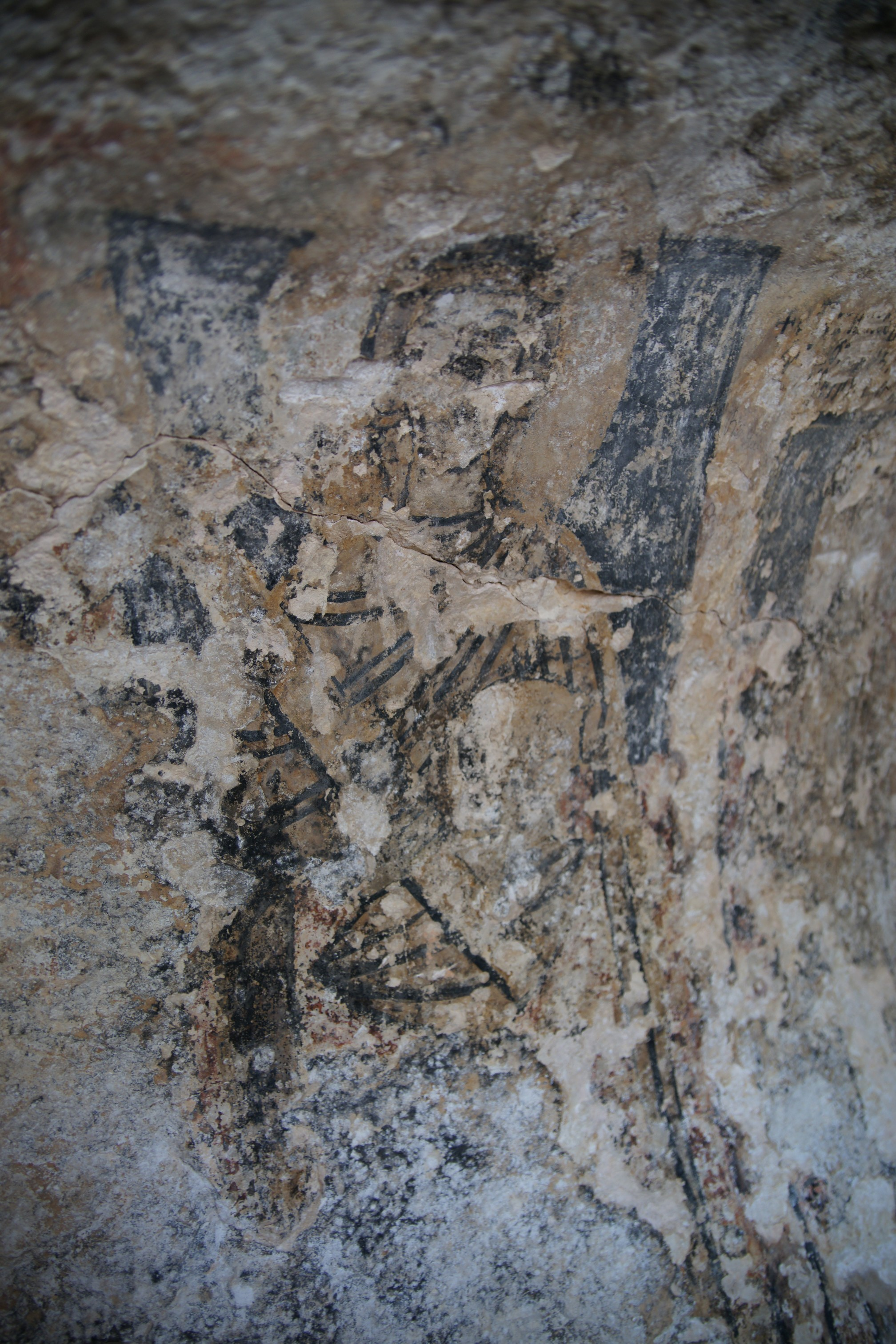
Freskónyomok
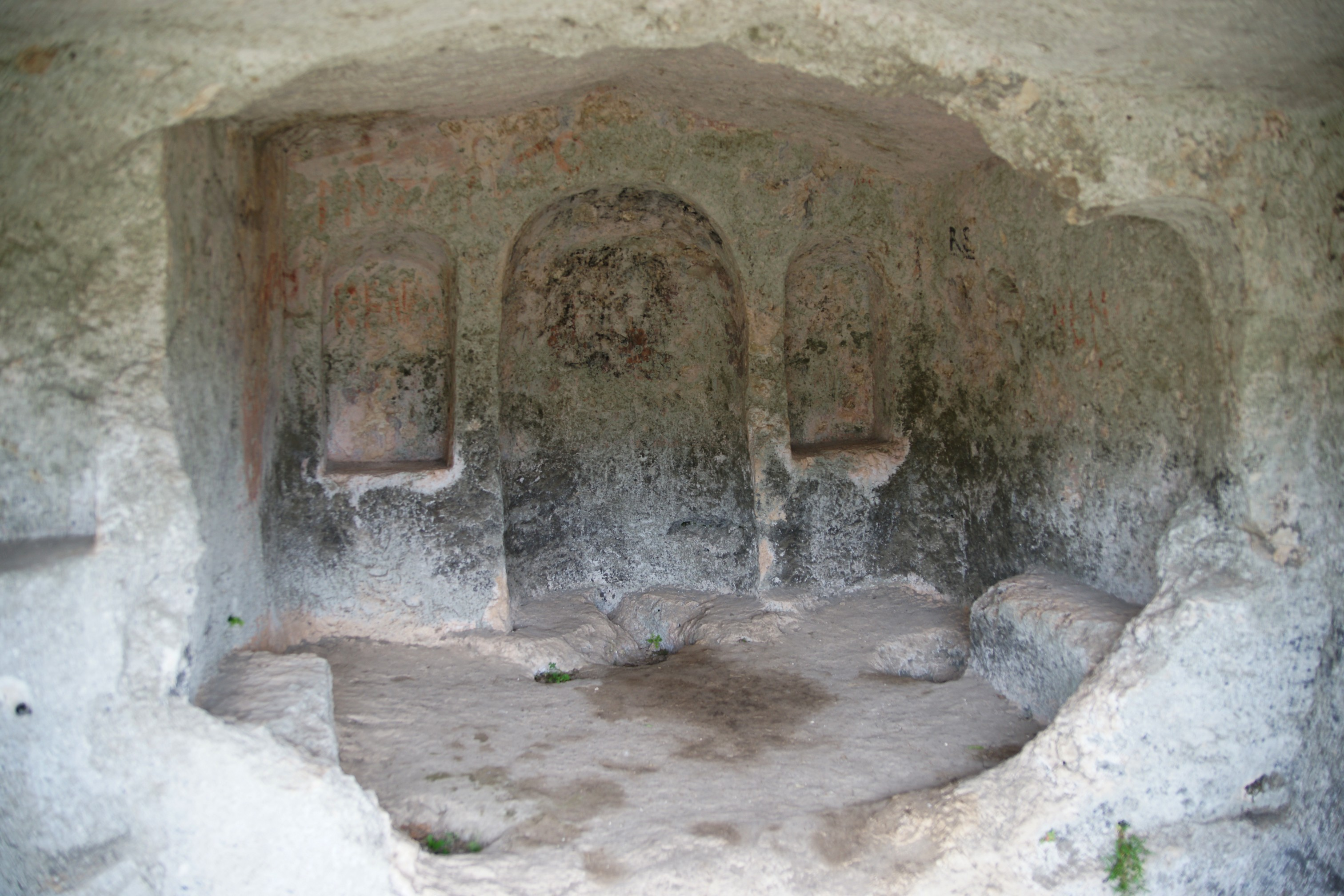
Bizánci kápolna